# Arahuetes
Arahuetes es un municipio y localidad española de la provincia de Segovia, en la comunidad autónoma de Castilla y León. Cuenta con una población de 31 habitantes (INE 2024)

## Geografía
Situado a 43 km de Segovia, perteneciente al partido judicial de Sepúlveda, y a la Comunidad de Villa y Tierra de Pedraza, se sitúa en una loma cercana a La Velilla.
Está compuesto por las localidades de Arahuetes y Pajares de Pedraza.

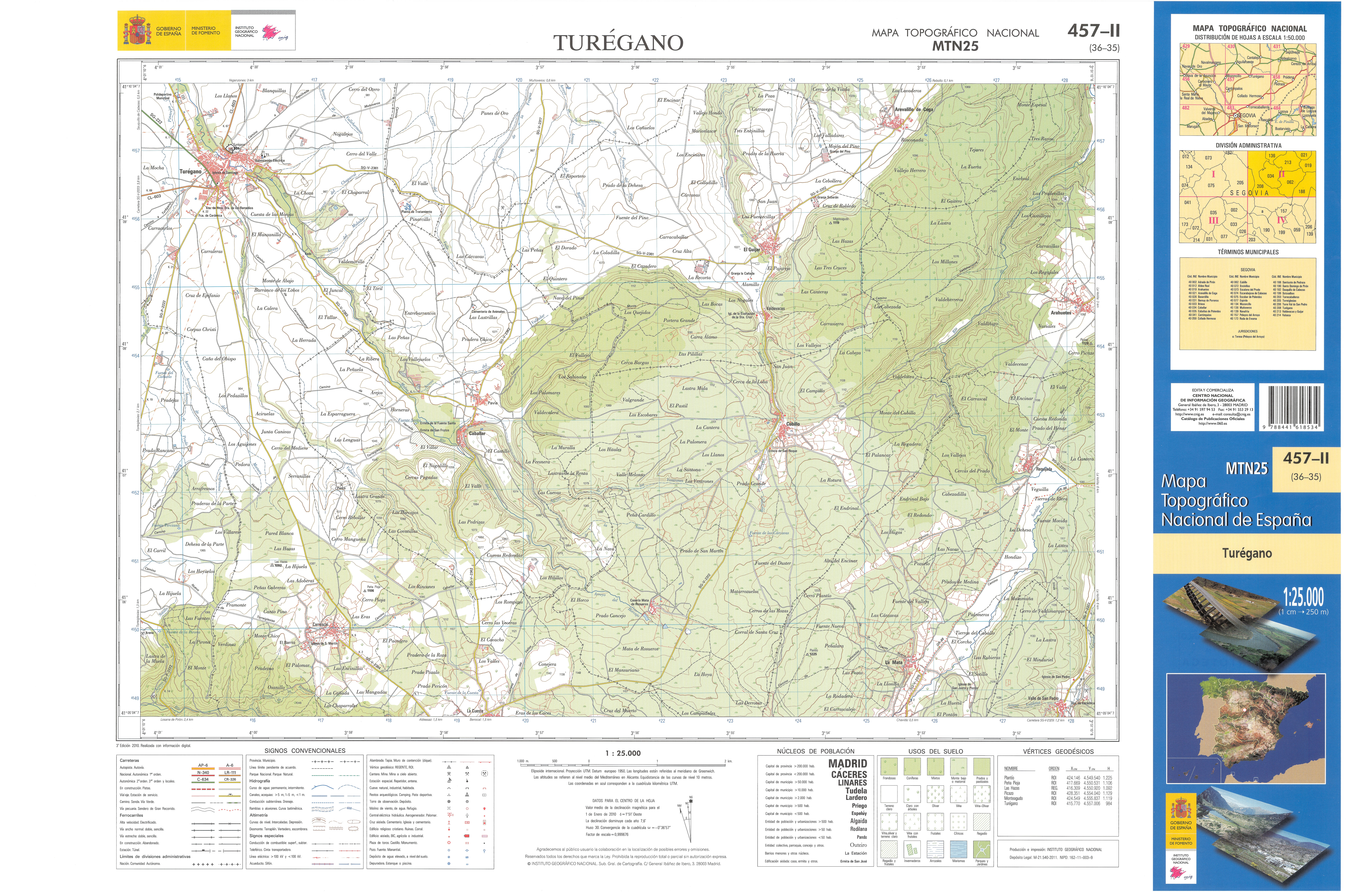
Fragmento de la hoja 457 del Mapa Topográfico Nacional de España de 2010 en el que se representa parte de Arahuetes

| Noroeste: Arevalillo de Cega | Norte: Rebollo            | Noreste: Valleruela de Pedraza |
| Oeste: Valdevacas y Guijar   |                           | Este: Pedraza                  |
| Suroeste: Cubillo            | Sur: Santiuste de Pedraza | Sureste: Pedraza               |

## Historia
Su nombre deriva del topónimo vasco-ibérico ara-otz que significa «llano frío»; hasta 1826 se usó la forma antigua de «Aragüetes».

## Demografía
Cuenta con una población de 31 habitantes (INE 2024).
| Gráfica de evolución demográfica de Arahuetes entre 1842 y 2021 |
| |
| Población de derecho según los censos de población del INE Población de hecho según los censos de población del INEEntre el censo de 1857 y el anterior, crece el término del municipio porque incorpora a 405027 (Pajares de Pedraza) |

| 56            | 45 | 52 | 54 | 59 | 57 | 49 | 43 | 42 | 40 | 32 | 28 | 26 |
| (Fuente: INE) |    |    |    |    |    |    |    |    |    |    |    |    |

## Administración y política
| Periodo   | Nombre                        | Partido   |
| --------- | ----------------------------- | --------- |
| 1979-1983 | Alejandro González González   | UCD       |
| 1983-1987 | Alejandro González González   | AP-PDP-UL |
| 1987-1991 | Félix González Cubero         | PDP       |
| 1991-1995 | Félix González Cubero         | PP        |
| 1995-1999 | Vicente García Borreguero     | PP        |
| 1999-2003 | Pedro Francisco Blanco Álvaro | PP        |
| 2003-2007 | Pedro Francisco Blanco Álvaro | PP        |
| 2007-2011 | Pedro Francisco Blanco Álvaro | PP        |
| 2011-2015 | Pedro Francisco Blanco Álvaro | PP        |
| 2015-2019 | Pedro Francisco Blanco Álvaro | PP        |
| 2019-2023 | Pedro Francisco Blanco Álvaro | PP        |
| 2023-act. | Pedro Francisco Blanco Álvaro | PP        |

## Cultura

### Patrimonio
- Iglesia de San Andrés, con un retablo lateral de pinturas renacentistas de Diego de Aguilar, algunos lienzos manieristas del círculo de Alonso de Herrera y un copón de plata del siglo XVII.
- Restos de la iglesia de Santa Águeda.
- Paraje denominado Los Castillejos, son atalayas que debieron servir para vigilar el paso del río Santa Águeda.
- Cueva del Moro.

### Fiestas
- San Blas, el 3 de febrero.
- La Virgen del Rosario, el primer domingo de octubre.
- San Juan, el 24 de junio.
- San Isidro, el 15 de mayo.

## En la cultura popular
El pueblo es conocido por ser el lugar de ambientación del pueblo ficticio Sagrillas, ubicado en la comarca Campos de Hellín, en la provincia de Albacete, Castilla-La Mancha, en la serie Cuéntame cómo pasó.